# Annette (Film)
Annette ist ein Musicalfilm von Leos Carax aus dem Jahr 2021. Es handelt sich um die erste englischsprachige Spielfilmproduktion des französischen Regisseurs. Die Hauptrollen wurden mit Adam Driver, Marion Cotillard und Simon Helberg besetzt. Das Drehbuch verfasste Carax gemeinsam mit den Brüdern Ron und Russell Mael von der Band Sparks, die auch die Musik für den Film schrieben.
Die internationale Co-Produktion wurde als Eröffnungsfilm der am 6. Juli 2021 beginnenden 74. Internationalen Filmfestspiele von Cannes ausgewählt. Filmstart in Deutschland war am 16. Dezember 2021.

## Handlung
Los Angeles, in der Gegenwart: Der für seinen wilden Humor bekannte Stand-up-Comedian Henry und die international erfolgreiche Opernsängerin Ann erscheinen nach außen hin als glückliches und glamouröses Paar. Die Geburt ihres ersten Kindes, Annette, stellt das Leben der beiden aber auf den Kopf. Das kleine Mädchen hat ein geheimnisvolles Talent und ein außergewöhnliches Schicksal.

## Produktion
Bei dem Musical-Film führte Leos Carax die Regie. Drehbuch und Musik wurden von den US-amerikanischen Brüdern Ron Mael und Russell Mael geschrieben, die Anfang der 1970er Jahre in Los Angeles die Band Sparks gründeten. Zum Schauspielensemble zählen unter anderem Adam Driver, Marion Cotillard und Simon Helberg. Drehbeginn war am 2. August 2019 und Drehende am 8. November 2019. Zu den bekannten Drehorten gehören unter anderem Los Angeles, Kalifornien, USA, Brüssel, Lüttich und Brügge in Belgien sowie Bonn, Düsseldorf, Köln und Münster in Nordrhein-Westfalen, Deutschland. Für den Drehort Münster entschied man sich, weil der Hauptsitz der LVM-Versicherung in Münster aussieht wie das LAPD-Hauptquartier.
Die Film- und Medienstiftung NRW unterstützte die Produktion des Films mit einem Betrag von 500.000 Euro.

## Veröffentlichung und Rezeption
Am 2. Juli 2021 wurde die Filmmusik bei Online-Musikdiensten veröffentlicht. Die erste Vorstellung des Films erfolgte am 6. Juli 2021 bei den Internationalen Filmfestspielen von Cannes, wo er als Eröffnungsfilm gezeigt wurde. Am darauffolgenden Tag kam er in die französischen und am 6. August 2021 in ausgewählte US-amerikanische Kinos. In Frankreich hatte der Film in der ersten Woche nach Kinostart rund 100.000 Besucher.
Der Film erhielt generell positive Kritiken und war ein  New York Times „Critics’ Pick“; die Rezension von A. O. Scott beschrieb Annette als einen „hochgradig zerebralen, formal komplexen Film über ungezügelte Emotionen“, der „seine eigenen Paradoxien meistert. [...] Ein Kunstwerk, das von einer Skepsis darüber angetrieben wird, woher Kunst kommt und warum wir sie so schätzen. Ein fantastischer Film, der einige der am meisten geliebten Fantasien unserer Kultur angreift. Völlig irreal und vollkommen wahr.“
Im filmdienst erhielt der Film die Bestbewertung: „Das düstere Musical-Märchen, in dem auch die Dialoge fast alle gesungen werden, greift zahllose künstlerische Dilemmata um Erfolgsstreben, Ruhm und den Umgang mit Talent auf, die in den vielschichtigen Charakteren einen intensiven Ausdruck finden. Eine Vielzahl melodiöser Songs und eine virtuose Inszenierung fügen selbst vermeintlich disparate Elemente zum filmischen Gesamtkunstwerk zusammen.“ Außerdem wurden die Originalität und Poetik des Films gelobt. Weiter wurde der Stil gewürdigt. Andere Kritiker beklagten dagegen Handlungslücken sowie einen Mangel an Überraschungen, durch den sich der Film in die Länge ziehen würde.
Für Annette erhielt Carax seine dritte Einladung in den Wettbewerb um die Goldene Palme, den Hauptpreis des Filmfestivals von Cannes. Dort wurde ihm der Regiepreis zuerkannt. Annette wurde im Zeitraum 2021/22 für mehrere internationale Film- und Festivalpreise nominiert, von denen der Film einige gewinnen konnte.
| Filmpreis (Auswahl)                          | Kategorie                                 | Preisträger/ Nominierte                                                      | Resultat  |
| -------------------------------------------- | ----------------------------------------- | ---------------------------------------------------------------------------- | --------- |
| Filmfestival von Cannes 2021                 | Beste Regie                               | Leos Carax                                                                   | Gewonnen  |
| Filmfestival von Cannes 2021                 | Cannes Soundtrack Award                   | Sparks                                                                       | Gewonnen  |
| Filmfestival von Cannes 2021                 | Goldene Palme – Bester Film               | Leos Carax                                                                   | Nominiert |
| Chicago Film Critics Association Awards 2021 | Beste Filmmusik                           | Sparks                                                                       | Nominiert |
| Chicago Film Critics Association Awards 2021 | Beste visuelle Effekte                    | K/A                                                                          | Nominiert |
| Golden Globe Awards 2022                     | Beste Hauptdarstellerin – Komödie/Musical | Marion Cotillard                                                             | Nominiert |
| Filmfest Hamburg 2021                        | Douglas Sirk Preis                        | Leos Carax                                                                   | Gewonnen  |
| London Critics’ Circle Film Awards 2022      | Bester Hauptdarsteller                    | Adam Driver                                                                  | Nominiert |
| Prix Lumières 2022                           | Bester Film                               | Leos Carax, Charles Gillibert, Paul-Dominique Win Vacharasinthu, Adam Driver | Nominiert |
| Prix Lumières 2022                           | Beste Regie                               | Leos Carax                                                                   | Gewonnen  |
| Prix Lumières 2022                           | Beste Kamera                              | Caroline Champetier                                                          | Gewonnen  |
| Prix Lumières 2022                           | Beste Filmmusik                           | Sparks                                                                       | Gewonnen  |
| Sunset Circle Awards 2021                    | Bester Hauptdarsteller                    | Adam Driver                                                                  | Nominiert |

- 2022: César in den Kategorien Beste Regie, Beste visuelle Effekte, Beste Filmmusik, Bester Schnitt, Bester Ton, César-Nominierungen in den Kategorien Bester Film, Beste Kamera, Bester Hauptdarsteller, Beste Kostüme, Bestes Szenenbild, Bestes Originaldrehbuch
- 2022: Nominierung Premis Gaudí, Bester europäischer Film